# HC Topoľčany
Der HC Topoľčany ist ein slowakischer Eishockeyklub der Stadt Topoľčany, der 1932 gegründet wurde und seit 1993 in der zweitklassigen slowakischen 1. Liga spielt. Seine Heimspiele trägt der Verein in der Topvar Aréna aus, die 3.400 Zuschauer fasst.

## Geschichte
1932 wurde in Topoľčany der Atleticky Club Juventus Topoľčany gegründet. Drei Jahre später wurde mit dem ŠK Topoľčany ein weiterer Eishockeyverein gegründet, mit dem der AC 1939 fusionierte. Dieser neue Verein spielte unter dem Namen TS Topoľčany. Nach dem Zweiten Weltkrieg erfuhren alle Sportarten der Tschechoslowakei eine Reorganisation, so dass der Verein mehrfach seinen Namen änderte. Ab 1968 konnte der Eishockeysport in Topoľčany auf einer ersten künstlichen Eisfläche ausgeübt werden – vorher war auf Natureis gespielt worden. Zwischen 1970 und 1972 wurde diese Eisfläche überdacht, was die Trainings- und Spielbedingungen stark verbesserte. Ende der 1970er Jahre schaffte der Verein den Aufstieg in die geteilte zweite Spielklasse der Tschechoslowakei, der 1. SNHL. Ein Jahr später stieg er jedoch wieder in die dritte Spielklasse ab.
Ab 1980 wurde in Topoľčany ein Armeeklub namens TJ OSCR Topoľčany stationiert, der bis 1988 als B-Team von Dukla Trenčín fungierte und in der 1. SNHL spielte. Im Mai 1993 fusionierten diese beiden Clubs zum HC VTJ Topoľčany, der fortan in der zweiten Spielklasse der Slowakei, der 1. Liga, spielte. Der größte Erfolg der Vereinsgeschichte ist die Teilnahme an der Extraliga-Relegation am Ende der Spielzeit 2004/05. Dort scheiterte das Team jedoch mit 2:4 am HK Dubnica. Ein Jahr später verzichtete der Meister der 1. Liga, der HC 05 Banská Bystrica, auf die Teilnahme an der Relegation. Daher nahm der HC Topoľčany an dieser teil, konnte aber nicht gegen den MHC Martin bestehen und verlor die Relegation ohne Sieg in vier Spielen.
Mit der Auflösung des Armeestandortes in Topoľčany 2006 nannte sich der Verein in HC Topoľčany um. Am Ende der Spielzeit 2006/07 erreichten die Junioren des Vereins die Vizemeisterschaft der Slowakei.

### Vereinsnamen
- 1932 – AC Juventus Topoľčany
- 1939 – TS Topoľčany
- 1949 – TJ Sokol NV Topoľčany
- 1953 – TJ Spartak Kablo Topoľčany
- 1964 – TS Topoľčany
- 1990 – HC Topoľčany
- 1993 – HC VTJ Topoľčany
- 1995 – HC VTJ Telvis Topoľčany
- 2006 – HC Topoľčany

## Bekannte ehemalige Spieler
- Miroslav Šatan
- Ľubomír Višňovský
- Tibor Višňovský
- Ľubomír Hurtaj
- Radoslav Hecl
- Andrej Kollár
- Tibor Melichárek
- Miroslav Okál
- Pavol Rybár
- František Procházka